# Övre Uddskäret
Övre Uddskäret är en ö i Finland. Den ligger i Norra kvarken och i kommunen Korsholm i den ekonomiska regionen  Vasa i landskapet Österbotten, i den västra delen av landet. Ön ligger omkring 28 kilometer norr om Vasa och omkring 390 kilometer norr om Helsingfors.
Öns area är 20,5 hektar och dess största längd är 1,1 kilometer i öst-västlig riktning.